# Eddie Edwards (tennis)
Pour les articles homonymes, voir Edwards et Eddie Edwards.
Eddie Edwards, né le 3 juillet 1956 à Johannesbourg, est un joueur sud-africain de tennis.

## Palmarès

### Titre en simple messieurs
| No | Date       | Nom et lieu du tournoi          | Catégorie | Dotation | Surface      | Finaliste    | Score    |  |
| -- | ---------- | ------------------------------- | --------- | -------- | ------------ | ------------ | -------- |  |
| 1  | 16-12-1985 | South Australian Open, Adélaïde |           | 80 000 $ | Gazon (ext.) | Peter Doohan | 6-2, 6-4 |  |

### Titres en double messieurs
| No | Date       | Nom et lieu du tournoi               | Catégorie       | Dotation  | Surface      | Partenaire      | Finalistes                     | Score         |  |
| -- | ---------- | ------------------------------------ | --------------- | --------- | ------------ | --------------- | ------------------------------ | ------------- |  |
| 1  | 08-09-1980 | British Hard Court Bournemouth       | GP World Series | 50 000 $  | Terre (ext.) | Lennert Edwards | Andrew Jarrett Jonathan Smith  | 6-3, 6-7, 8-6 |  |
| 2  | 27-12-1982 | Melbourne Outdoor Melbourne          | Grand Prix      | 75 000 $  | Gazon (ext.) | Jonathan Smith  | Broderick Dyke Wayne Hampson   | 7-6, 6-3      |  |
| 3  | 12-03-1984 | Open de Lorraine Metz                |                 | 75 000 $  | Dur (int.)   | Danie Visser    | Wayne Hampson Wally Masur      | 3-6, 6-4, 6-2 |  |
| 4  | 17-06-1985 | Tournoi de tennis de Bristol Bristol |                 | 100 000 $ | Gazon (ext.) | Danie Visser    | John Alexander Russell Simpson | 6-4, 7-6      |  |

### Finales en double messieurs
| No | Date       | Nom et lieu du tournoi                               | Catégorie       | Dotation  | Surface         | Vainqueurs                  | Partenaire         | Score         |  |
| -- | ---------- | ---------------------------------------------------- | --------------- | --------- | --------------- | --------------------------- | ------------------ | ------------- |  |
| 1  | 05-01-1981 | South Australian Open Adélaïde                       |                 | 50 000 $  | Gazon (ext.)    | Colin Dibley John James     | Craig Edwards      | 6-3, 6-4      |  |
| 2  | 23-03-1981 | Stuttgart Indoor Stuttgart                           | GP World Series | 75 000 $  | Dur (int.)      | Buster Mottram Nick Saviano | Craig Edwards      | 3-6, 6-1, 6-2 |  |
| 3  | 22-07-1985 | Volvo Tennis-New Jersey championship Livingston      |                 | 80 000 $  | Dur (ext.)      | Mike De Palmer Peter Doohan | Danie Visser       | 6-3, 6-4      |  |
| 4  | 24-03-1986 | Volvo/Chicago Open Chicago                           | Grand Prix      | 250 000 $ | Moquette (int.) | Ken Flach Robert Seguso     | Francisco González | 6-0, 7-5      |  |
| 5  | 07-07-1986 | Volvo Hall of Fame Tennis Championships Newport (RI) |                 | 100 000 $ | Gazon (ext.)    | Vijay Amritraj Tim Wilkison | Francisco González | 4-6, 7-5, 7-6 |  |